# Roelof Frankot
Roelof Frankot (født 25. oktober 1911 i Meppel, Holland, død 1. december 1984 i Raalte, Overijssel, Holland) var en hollandsk maler.
Af uddannelse var han fotograf, men i 1930 begyndte han at male. Senere fik han en stærk forbindelse til COBRA-bevægelsen og hans værker ligner noget af COBRA gruppens. De er abstrakte og spontane oliemalerier i stærke farver. Frankot skrev til tider selv digte til publikationerne om hans kunst. Han har været betragtet som en fornyer af nederlandsk kunst med alle dennes stolte traditioner. Frankot døde i 1984 i en alder af 73 år af kræft.
I sin levetid havde Frankot udstillinger over hele Europa, i USA og i Latinamerika. Hans værker er repræsenteret i private samlinger i mange lande, særligt i Storbritannien, Frankrig og Holland. Desuden er han repræsenteret i følgende institutioner:
- Stedelijk Museum (Holland)
- Ministry of Education, Arts and Sciences
- Haag Sandberg Collection
- Amsterdam Municipal Museum
- Haag Britto Collection, Brazilia
- Dansk Arkitekt og Ingeniørkontor i Silkeborg
- Silkeborg Boligselskab
- Niepoort & Co. i Århus
- Aarhus Universitet
- Drents Museum (Assen, Holland)
- Haags Gemeentemuseum (Haag, Holland)